# Exochus xarus
Exochus xarus là một loài tò vò trong họ Ichneumonidae.